# UFC 127
UFC 127: Penn vs. Fitch è stato un evento di arti marziali miste tenuto dalla Ultimate Fighting Championship domenica 27 febbraio 2011 all'Acer Arena a Sydney, Australia. A causa del differente fuso orario, in Nord America fu trasmesso sabato 26 febbraio. Questo fu il secondo evento UFC tenuto a Sydney, in seguito al tutto esaurito di UFC 110 nel 2010.

## Background
I biglietti per i membri di UFC Fight Club members vennero venduti dal 14 dicembre 2010. UFC 127 diventò tutto esaurito pochi istanti dopo la vendita pubblica il 16 dicembre 2010, vendendo più velocemente diUFC 110, e diventando il più veloce evento UFC che andò tutto esaurito della storia, insieme a UFC 115.
Il 9 febbraio fu annunciato che Carlos Condit si infortunò al ginocchio e dovette rinunciare al suo match contro Chris Lytle. Condit fu sostituito dal debuttante Brian Ebersole.

## Risultati

### Card preliminare
- Incontro categoria Pesi Leggeri:  Maciej Jewtuszko contro  Curt Warburton

Warburton sconfisse Jewtuszko per decisione unanime (29–28, 29–28, 29–28).
- Incontro categoria Pesi Massimi:  Mark Hunt contro  Chris Tuchscherer

Hunt sconfisse Tuchscherer per KO (pugno) a 1:41 del secondo round.
- Incontro categoria Pesi Piuma:  Zhang Tie Quan contro  Jason Reinhardt

Zhang sconfisse Reinhardt per sottomissione (strangolamento a ghigliottina) a 0:48 del primo round.
- Incontro categoria Pesi Mediomassimi:  Anthony Perosh contro  Tom Blackledge

Perosh sconfisse Blackledge per sottomissione (strangolamento da dietro) a 2:45 del primo round.
- Incontro categoria Pesi Medi:  Nick Ring contro  Riki Fukuda

Ring sconfisse Fukuda per decisione unanime (29–28, 29–28, 29–28).
- Incontro categoria Pesi Mediomassimi:  James Te-Huna contro  Alexander Gustafsson

Gustafsson sconfisse Te-Huna per sottomissione (strangolamento da dietro) a 4:27 del primo round.
- Incontro categoria Pesi Leggeri:  Ross Pearson contro  Spencer Fisher

Pearson sconfisse Fisher per decisione unanime (30–27, 29–28, 29–28).

### Card principale
- Incontro categoria Pesi Medi:  Kyle Noke contro  Chris Camozzi

Noke sconfisse Camozzi per sottomissione (strangolamento da dietro) a 1:35 del primo round.
- Incontro categoria Pesi Welter:  Chris Lytle contro  Brian Ebersole

Ebersole sconfisse Lytle per decisione unanime (30–27, 29–28, 29–28).
- Incontro categoria Pesi Leggeri:  George Sotiropoulos contro  Dennis Siver

Siver sconfisse Sotiropoulos per decisione unanime (29–28, 30–28, 30–27).
- Incontro categoria Pesi Medi:  Michael Bisping contro  Jorge Rivera

Bisping sconfisse Rivera per KO Tecnico (pugni) a 1:54 del secondo round.
- Incontro categoria Pesi Welter:  B.J. Penn contro  Jon Fitch

Penn e Fitch combatterono un pareggio per maggioranza (28–29, 28–28, 28–28).

## Premi
Ai vincitori sono stati assegnati 75.000$ per i seguenti premi:
- Fight of the Night:  Chris Lytle contro  Brian Ebersole
- Knockout of the Night:  Mark Hunt
- Submission of the Night:  Kyle Noke